# 卵果青杞
卵果青杞（学名：Solanum septemlobum var. ovoidocarpum）为茄科茄属下的一个变种。

## 扩展阅读
- 維基物種上的相關：卵果青杞